# Коаста Чербулуј (Валча)
Коаста Чербулуј (рум. Coasta Cerbului) насеље је у Румунији у округу Валча у општини Слатиоара. Oпштина се налази на надморској висини од 548 m.

## Становништво
Према подацима из 2002. године у насељу је живело 195 становника, од којих су сви румунске националности.